# Hydria

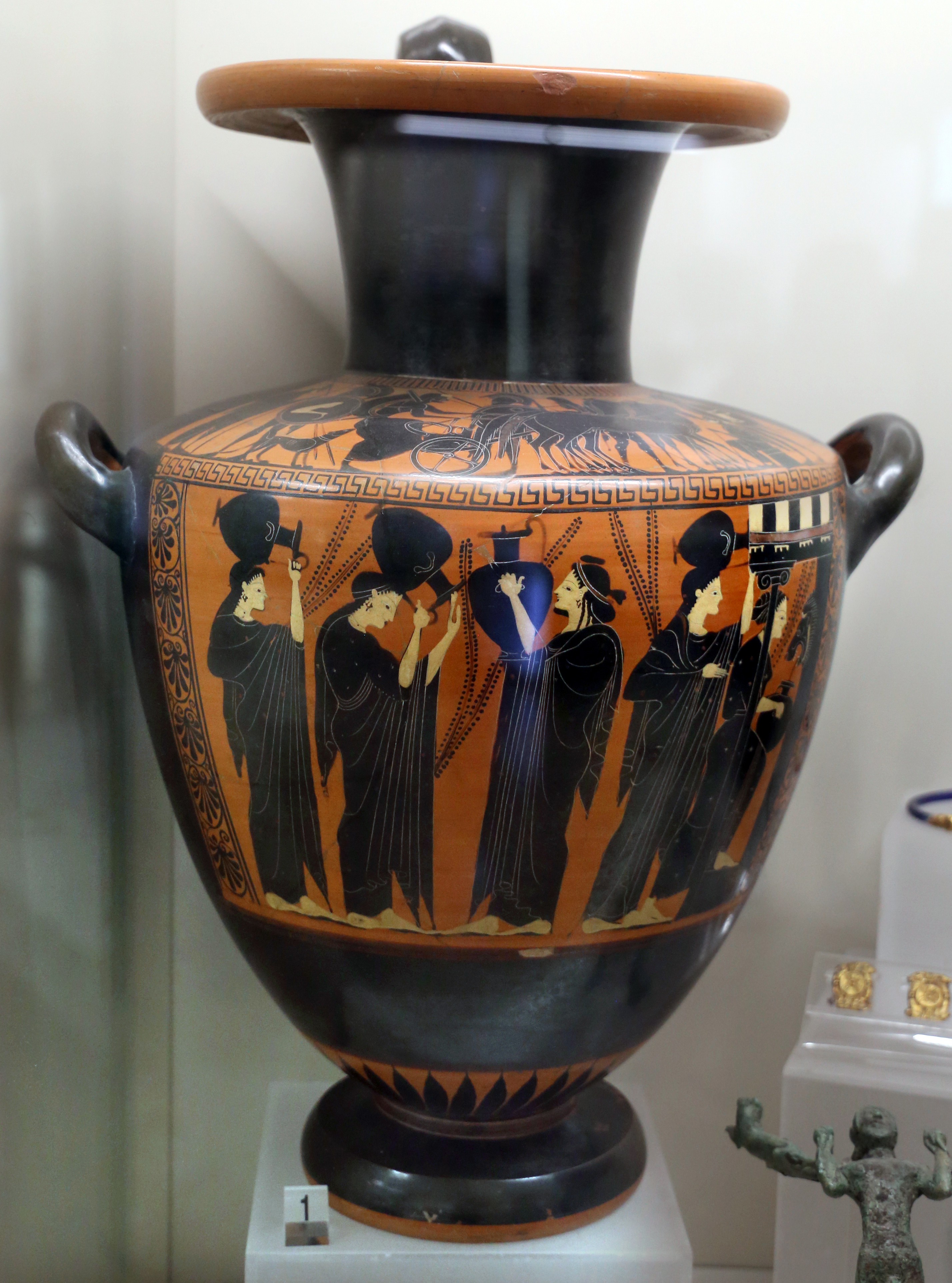
Hydria attycka ze sceną kobiet u źródła (VI wiek p.n.e.)

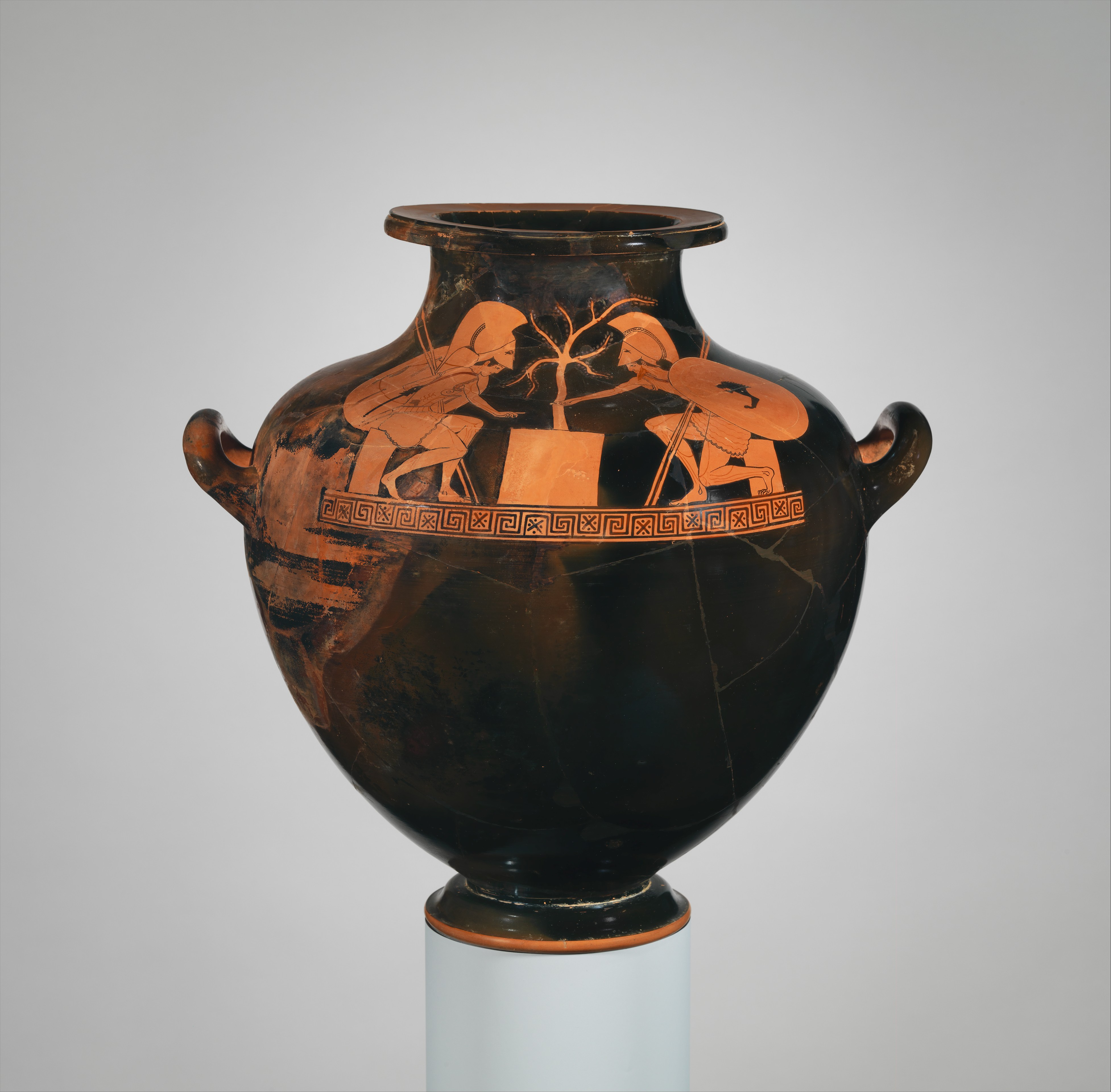
Kalpis z początku V wieku p.n.e.

Hydria (stgr. ὑδρία, od ὕδωρ hydōr – woda, lm. hydriai) – w starożytnej Grecji naczynie służące do pobierania, przenoszenia i przechowywania wody, w użyciu od VII do III wieku p.n.e.

## Typologia
Charakteryzowało się pękatym brzuścem z niską stopką, niewysoką, przewężoną szyją z niezbyt szerokim wylewem i trzema imadłami (uchwytami). Dwa poziome służyły do podnoszenia naczynia napełnionego wodą, zaś pionowe – przy nalewaniu, jak i do przytrzymywania wazy, noszonej przeważnie na ramieniu lub głowie.
Starszy typ naczynia, funkcjonujący od okresu archaicznego, cechowało wyraźne zaznaczenie ramion oddzielonych załamaniem od dzwonowatego brzuśca naczynia o nieco kanciastym korpusie. W okresie klasycznym wykształcił się typ mniejszej hydrii brzuchatej, o opływowym konturze i pozbawionej trzeciego uchwytu, zwany kalpis (κάλπις), a typowy dla okresu zdobienia malarstwem czerwonofigurowym.

## Zdobnictwo i funkcje
Duża powierzchnia hydrii umożliwiała dekorowanie jej wielopostaciowymi scenami mitologicznymi lub z życia kobiet. Przeznaczenie naczynia bezspornie potwierdziły liczne przedstawienia kobiet czerpiących wodę ze studni. Do najbardziej znanych należy okazała południowoitalska (lukańska) hydria z IV w. p.n.e., pochodząca ze zbiorów markiza Campana (obecnie w Ermitażu), zwana Regina Vasorum, z przedstawieniem orszaku bóstw eleuzyjskich. 
Wysmuklone hydrie z okresu późnoklasycznego i hellenistycznego często, dla nadania okazalszej aparycji, wykonywano z brązu powlekanego złotem lub miedzią. Bardziej ozdobny wygląd zyskały też uchwyty naczynia, modelowane w kształcie figur ludzkich bądź zwierzęcych. Dekoracyjna hydria metalowa mogła także służyć (podobnie jak amfora) jako nagroda zwycięstwa.
W źródłach pisanych naczynie wymieniane jest też jako urna, z której ciągniono losy albo składano w niej głosy (sędziów lub podczas głosowania w plebiscycie). Obiekty z wykopalisk również dowodzą, iż nierzadko używano go (jak pelike) w charakterze urny grobowej na popioły zmarłego; wówczas hydrię zasklepiano (gliną, ołowiem) ponad ramionami naczynia.
Nazwą hydriskos określano niewielkie naczynie (użytku domowego, toaletowego) w kształcie zminiaturyzowanej hydrii.